# Barrio Almirante Brown (Santiago del Estero)
El Barrio Almirante Brown debe su nombre al Almirante Guillermo Brown, nacido en Irlanda que se sumó a la causa de la independencia americana, fue Fundado el 22 de junio del año 1960 año de su fallecimiento. En honor a quien fue el primer almirante de la flota Naval Argentina. Es el Segundo  Barrio más Antiguo de la Capital Santiagueña un año después del barrio 8 de abril.
Construido al Sur de la ciudad con fines de Albergar a personas afectadas por las grandes inundaciones que vivían a la rivera del río dulce en la época y para migrantes rurales.                                                             
En sus principios era conocido como Tala pozo;donde nació y vivió Don Sixto Palavecino y Jacinto Piedra (Goméz Orona). también fue reconocido y homenajeado por el chamamé como "Zapateando en tala pozo" interpretado por Conjunto Ivoti entre otros y la chacarera "El Alma mula" Interpretada por Los Tobas  entre otros.
Según el último censo del 2001 el mismo cuenta con una superficie de 158,00 hectáreas y 6950 habitantes.
Limita al norte con la Avda. Solís; al sur por calle 17 y Dr. José M. Cantizano lindante con el B° Islas Malvinas; al oeste con la Avda. Belgrano; y al este con la Avda. Independencia, desagüe principal sud, calle los lapachos, calle las Magnolias lindante con el Barrio Jardín. Consta de 72 Manzanas, en el mismo se encuentra un barrio municipal Jerarquizado y un barrio privado Las Magnolias"
Posee tres escuelas, Absalón Ibarra N.º 22, Blas Parera N°718, Juan Pablo II, tres jardines de infantes municipales: jardín de infantes N.º 4 Domingo Faustino Sarmiento, jardín de infantes N°93 Grillito, jardín de infantes N°36 Trapito, También, el Barrio cuenta con su centro de atención de salud de primer nivel que es la UPA N.º 14" los clubes en sus dos divisiones son la Asociación Deportiva Almirante Brown de fútbol, y el club de básquet Almirante Brown. Sobre la avenida Belgrano se encuentra la comisaría seccional 7.ª, y la parroquia de Nuestro Señor de los Milagros de Mailin. El barrio posee su propia biblioteca municipal de nombre Pro Fomento y Cultura Almirante Brown sobre calle Monseñor Areal y Lic. Bravo de Zamora.
La Principal Área comercial del conglomerado se en encuentra sobre las Avda. Belgrano, Avda. Solís y Gob. José Lami Vieyra
Sus principales calles son la avenida Dr.Manuel Alcorta, Lic F. Bravo de Zamora y Dr. José Abalos lindante con Av. Belgrano.